# Шо (Камакура период)
Шо (正応) је јапанска ера (ненко) која је настала после Коан и пре Еинин ере. Временски је трајала од априла 1288. до августа 1293. године и припадала је Камакура периоду. Владајући монарх био је цар Фушими.

## Важнији догађаји Шо ере
- 1288. (Шо 1, петнаести дан трећег месеца): На трон ступа нови цар Фушими.[3]
- 1288. (Шо 1): Три јапанска божанства — Аматерасу, Хачиман и Касуга појавили су се на површини језера У храму Тодаиџи у Нари.[4]